# Jimmy Heath
Jimmy Heath (født 25. oktober 1926 i Philadelphia, død 19. januar 2020) var en amerikansk saxofonist, komponist og arrangør.
Heath, der var bror til Albert Heath og Percy Heath, spillede med bl.a. Dizzy Gillespie, Art Farmer, Miles Davis, Kenny Dorham, Gil Evans og Milt Hinton. 
Han komponerede musik til bl.a. Art Pepper og Chet Baker og skrev en del musik som i dag hører til jazzstandard-materialet.
Heath har også ledet og indspillet med egne grupper.